# Jürgen Kluckert
Jürgen Kluckert (* 29. Dezember 1943 in Groß Nossin, Provinz Pommern; † 16. August 2023) war ein deutscher Schauspieler, Synchronsprecher, Hörbuch- und Hörspielsprecher.
Bekannt wurde er vor allem als deutsche Stimme von Morgan Freeman (zusammen mit Klaus Sonnenschein) und Chuck Norris sowie beim jüngeren Publikum durch seine Synchronisationen von Benjamin Blümchen, Mr. Krabs in der US-amerikanischen Zeichentrickserie SpongeBob Schwammkopf und den Walt-Disney-Filmen Arielle, die Meerjungfrau, Aladdin, Mulan und Das Dschungelbuch 2. Des Weiteren synchronisierte er auch regelmäßig Danny Glover, James Brolin sowie gelegentlich Ernie Hudson und ab 2012 Donald Sutherland.

## Werdegang
Kluckert absolvierte seine Ausbildung an der staatlichen Schauspielschule „Ernst Busch“ in Ost-Berlin. Er synchronisierte Filme für die DEFA und war zwölf Jahre lang festes Ensemblemitglied am Maxim-Gorki-Theater.
Nach Rollen am Theater und in Film und Fernsehen war er umfangreich in der Synchronisation tätig. Bis zu seinem Tod war er die deutsche Stimme von Morgan Freeman und Chuck Norris. 1994 übernahm er verschiedene Rollen von seinem in jenem Jahr verstorbenen Kollegen Edgar Ott wie die des Benjamin Blümchen und des Earl Sinclair aus Die Dinos.
Er wurde insbesondere auch für seine Synchronisationen in den Walt-Disney-Filmen bekannt. So lieh er 1989 der Möwe Scuttle in dem 29. abendfüllenden Zeichentrickfilm Arielle, die Meerjungfrau, die im Original von Buddy Hackett gesprochen wurde, seine Stimme. 1992 fungierte er in der Rolle des Erzählers in Aladdin, die Robin Williams im Original übernommen hatte. Im 36. abendfüllenden Zeichentrickfilm Mulan sprach er 1998 den General Li. Für Das Dschungelbuch 2, die Fortsetzung des Filmes Das Dschungelbuch (1967), übernahm er 2003 die Rolle des Bären Balu. Im Originalfilm hatte Edgar Ott den Bären synchronisiert.
Von 2002 bis zu seinem Tod 2023 war Kluckert die deutsche Stimme des geizigen Fastfood-Restaurantbesitzers Mr. Krabs in der US-amerikanischen Zeichentrickserie SpongeBob Schwammkopf, ersetzt wurde er durch Axel Lutter. Weitere wichtige Synchronrollen waren die Stimme von Dr. Robotnik in Sonic Underground, Tebald Glück im Fantasy-Hörspiel Abseits der Wege und außerdem der Erzähler der japanischen Anime-Serie Fairy Tail sowie der beiden Hörspielserien Gabriel Burns und Dragonbound. Ebenso lieh er seine Stimme Gangplank aus dem Computerspiel League of Legends und hat auch für ein Event desselben den Kommentator gesprochen.
In der Filmreihe Die Tribute von Panem war er die deutsche Stimme des von Donald Sutherland verkörperten Antagonisten Präsident Coriolanus Snow. In dem Prequel Die Tribute von Panem – The Ballad of Songbirds and Snakes, wo Snow als junger Erwachsener von Tom Blyth gespielt wird, ist am Ende aus dem Off im Original Sutherland und im Deutschen Kluckert als Stimme des alten Präsidenten Snow zu hören. Der Film kam erst nach Kluckerts Tod in die Kinos.

## Privatleben

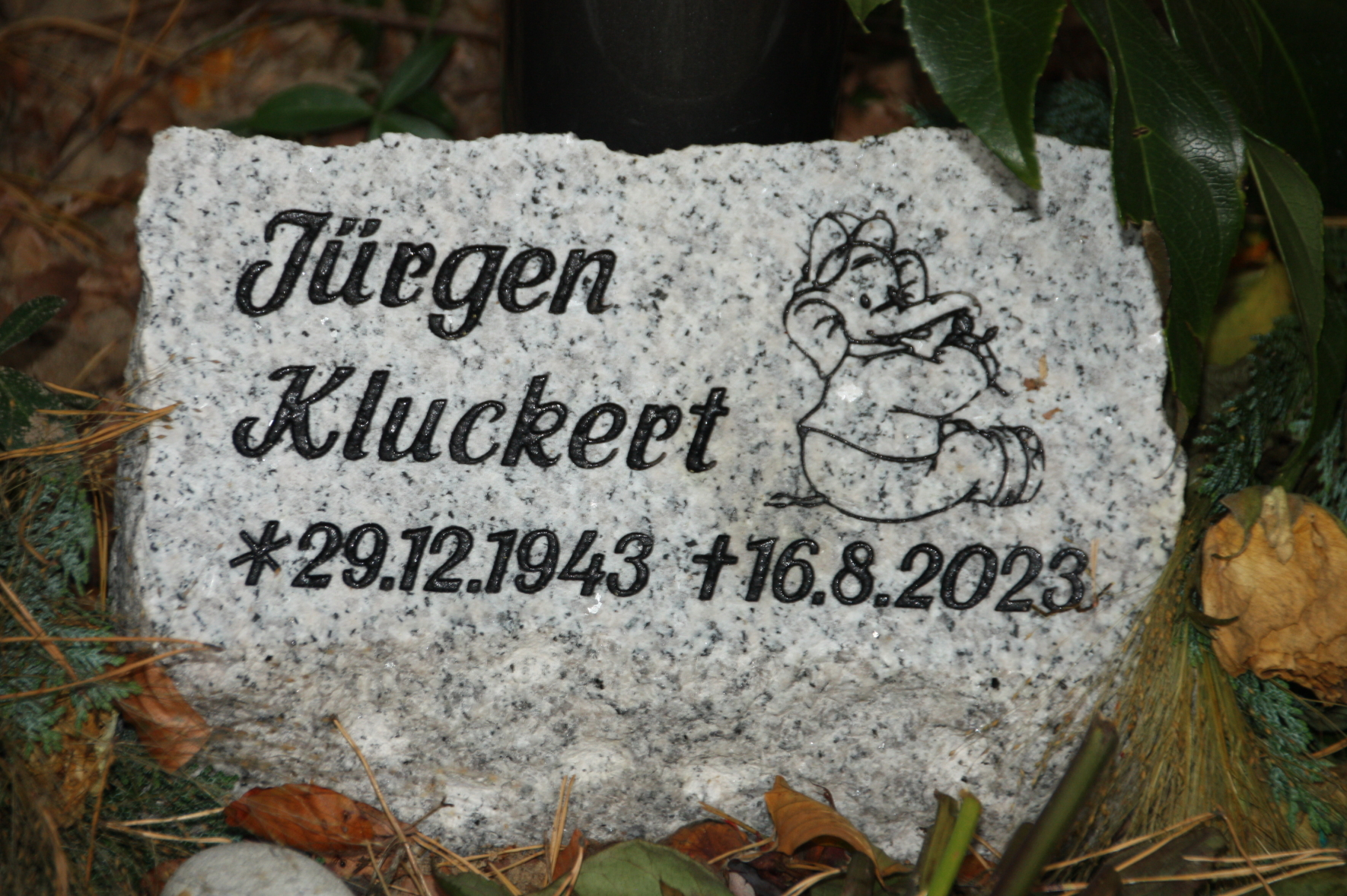
Kluckerts Grabstein auf dem Südwestkirchhof Stahnsdorf

Kluckert wurde 1943 in Groß Nossin geboren und wuchs in der DDR auf. Er kehrte 1980 von einem Besuch bei seinem im Westen lebenden Vater nicht mehr in die DDR zurück. Ab der friedlichen Revolution in der DDR lebte er in der Nähe von Potsdam. Seine Söhne Tobias, Fabian und Sebastian Kluckert ergriffen ebenfalls den Beruf des Synchronsprechers.
Jürgen Kluckert starb im August 2023 im Alter von 79 Jahren. Er wurde auf dem Südwestkirchhof Stahnsdorf beigesetzt.

## Synchronrollen (Auswahl)
Morgan Freeman
- 1989: Miss Daisy und ihr Chauffeur als Hoke Colburn
- 1991: Robin Hood – König der Diebe als Azeem
- 1992: Erbarmungslos als Ned Logan
- 1992: Im Glanz der Sonne als Geel Piet
- 1996: Außer Kontrolle als Paul Shannon
- 1998: Hard Rain als Jim
- 2010: R.E.D. – Älter, Härter, Besser als Joe Matheson
- 2011: Bad Teacher als Prinzipal Joe Clark (aus Der knallharte Prinzipal)
- 2017: Abgang mit Stil als Willie Davis
- 2019: Angel Has Fallen als Präsident Allan Trumbull
- 2020: Kings of Hollywood als Reggie Fontaine
- 2021: Der Prinz aus Zamunda 2 als Morgan Freeman
- 2021: Killer’s Bodyguard 2 als Michael Bryce senior

Danny Glover
- 1993: Bopha! – Kampf um Freiheit als Micah Mangena
- 1993: Streets of New York als Jerry/Erzähler
- 2005: Missing in America als Jake Neeley
- 2007: Shooter als Colonel Isaac Fitzsimmons Johnson
- 2011: Age of the Dragons als Ahab
- 2011: Mysteria als Ermittler
- 2014: Tokarev – Die Vergangenheit stirbt niemals als Detective St. John
- 2014: Bad Asses als Bernie Pope
- 2014: Sam O’Cool – Ein schräger Vogel hebt ab als Darius
- 2015: Bad Ass 3 als Bernie Pope
- 2015: Schachmatt – Spiel ohne Ausweg als Elohim
- 2016: Mr. Pig als Ambrose
- 2019: Jumanji: The Next Level als Milo Walker

Chuck Norris
- 1986: Delta Force als Maj. Scott McCoy
- 1988: Braddock – Missing in Action 3 als Colonel James Braddock
- 1990: Delta Force 2 – The Columbian Connection als Col. Scott McCoy
- 1991: Chuck Norris – Hitman als Cliff Garret/Danny Grogan
- 1994: Hellbound als Frank Shatter
- 1995: Top Dog als Jake Wilder
- 1996: Forest Warrior als McKenna
- 2000: The President’s Man als Joshua McCord
- 2002: McCord – The President’s Man 2 als Joshua McCord
- 2005: The Cutter als John Shepherd

Donald Sutherland
- 2012: Die Tribute von Panem – The Hunger Games als Präsident Snow
- 2013: Path to War – Entscheidung im Weißen Haus als Clark Clifford
- 2013: Die Tribute von Panem – Catching Fire als Präsident Snow
- 2014: Die Tribute von Panem – Mockingjay Teil 1 als Präsident Snow
- 2015: Forsaken als Rev. William Clayton
- 2015: Die Tribute von Panem – Mockingjay Teil 2 als Präsident Snow
- 2019: Ad Astra – Zu den Sternen als Thomas Pruitt
- 2022: Moonfall als Holdenfield
- 2023: Die Tribute von Panem – The Ballad of Songbirds and Snakes als Präsident Snow

Carl Weathers
- 1987: Predator als Major George Dillon
- 1988: Action Jackson als Jericho Jackson
- 1990: Action Jackson 2 – Gefährliche Begierde als Kyle Western
- 1992: Hurricane Smith als Billy „Hurricane“ Smith
- 1997: Shadow Warriors – Rache um jeden Preis als Roy Brown
- 2019: The Mandalorian als Greef Karga (Fernsehserie)

G. W. Bailey
- 1984: Police Academy – Dümmer als die Polizei erlaubt als Lt. Thaddeus Harris
- 1987: Police Academy 4 – Und jetzt geht’s rund als Capt. Thaddeus Harris
- 1988: Police Academy 5 – Auftrag Miami Beach als Capt. Thaddeus Harris
- 1989: Police Academy 6 – Widerstand zwecklos als Capt. Thaddeus Harris
- 1994: Police Academy 7 – Mission in Moskau als Capt. Thaddeus Harris

James Brolin
- 1995: The Expert – Kalt und gnadenlos als Gefängnisdirektor Munsey
- 2005: Im Bann der schwarzen Witwe als Hank Cavanaugh
- 2008: Lost City Raiders als John Kubiak
- 2015: Life in Pieces als John Short (Fernsehserie)
- 2021: Sweet Tooth als Erzähler (Fernsehserie)
- 2022: Lightyear als Imperator Zurg

Louis Gossett junior
- 1976: Rache aus dem Jenseits als Elija Bliss
- 1991: Lethal Justice als Detective James Dela
- 1993: Monolith als Capt. MacCandless
- 2007: Cover als Detective Hicks

Ernie Hudson
- 1984: Ghostbusters – Die Geisterjäger als Winston Zeddemore
- 1989: Ghostbusters II als Winston Zeddemore
- 1994: The Crow – Die Krähe als Sergeant Darryl Albrecht
- 2021: Ghostbusters: Legacy als Winston Zeddemore

Robbie Coltrane
- 1995: James Bond 007 – GoldenEye als Valentin Zukovsky
- 1999: James Bond 007 – Die Welt ist nicht genug als Valentin Zukovsky
- 1999: Alice im Wunderland als Ned Tweedledum
- 2001: From Hell als Seargent Peter Godley

Brian Cox
- 2000: Nürnberg – Im Namen der Menschlichkeit als Hermann Göring
- 2002: Super Troopers – Die Superbullen als Capt. John O’Hagen
- 2006: Flying Scotsman – Allein zum Ziel als Douglas Baxter
- 2008: The Escapist – Raus aus der Hölle als Frank Perry

Ron Canada
- 2005: Solange du da bist als Dr. Walsh
- 2007: Die Schneekugel als Antonio
- 2017: The Discovery als Cooper
- 2018: Tom Clancy’s Jack Ryan als D.N.I. Bobby Vig

Clancy Brown
- 2002–2023: SpongeBob Schwammkopf als Mr. Eugene Krabs
- 2004: Der SpongeBob Schwammkopf Film als Mr. Krabs
- 2015: SpongeBob Schwammkopf 3D als Mr. Krabs
- 2020: SpongeBob Schwammkopf: Eine schwammtastische Rettung als Mr. Krabs
- 2021–2023: Kamp Koral: SpongeBobs Kinderjahre als Mr. Krabs
- 2022–2023: Die Patrick Star Show als Mr. Krabs
- 2024: Rettet Bikini Bottom: Der Sandy Cheeks Film als Mr. Krabs

Charles S. Dutton
- 1992: Alien 3 als Dillon
- 1999: Jack Reed: Der Schlächter als Lt. Charles Silvera

Ken Howard
- 2001–2005: Crossing Jordan – Pathologin mit Profil als Max Cavanaugh (Fernsehserie)
- 2005: In den Schuhen meiner Schwester als Michael Feller

Ron Glass
- 2002: Firefly – Der Aufbruch der Serenity als Shepherd Derrial Book
- 2005: Serenity – Flucht in neue Welten als Shepherd Derrial Book

André Stojka
- 2002: Cinderella 2 – Träume werden wahr als König
- 2007: Cinderella – Wahre Liebe siegt als König

Cedric the Entertainer
- 2004: Familie Johnson geht auf Reisen als Nate Johnson/Onkel Earl
- 2005: Be Cool – Jeder ist auf der Suche nach dem nächsten großen Hit als Sin LaSalle

Stacy Keach
- 2006: Fatal Contact: Vogelgrippe in Amerika als Collin Reed
- 2008: W. – Ein missverstandenes Leben als Earle Hudd

Lou Beatty Jr.
- 2009: Fast & Furious – Neues Modell. Originalteile. als Richter
- 2011: Fast & Furious Five als Richter

Jim Carter
- 2010–2015: Downton Abbey als Mr. Carson (Fernsehserie)
- 2017: Transformers: The Last Knight als Cogman

Brian Drummond
- 2011–2013: Ninjago als Kruncha (Fernsehserie)
- 2022–2023: Sonic Prime als Dr. Done It (Fernsehserie)

### Filme
- 1974: Der Pate – Teil II – Michael V. Gazzo als Frankie Pentangeli
- 1983: für Tom Skerritt in Dead Zone als Sheriff Bannerman
- 1984: Nightmare – Mörderische Träume – John Saxon als Lt. Donald Thompson
- 1990: Arielle, die Meerjungfrau – Buddy Hackett als Scuttle
- 1990: Roger Cormans Frankenstein – John Hurt als Dr. Joseph „Joe“ Buchanan und Erzähler
- 1992: Aladdin – Robin Williams als Erzähler/Händler (Sprache)
- 1996: Space Jam – Danny DeVito als Mr. Swackhammer
- 1996: Independence Day (1996) – Randy Quaid als Russell Casse
- 1997: Anastasia – Kelsey Grammer als Vladimir
- 1998: Auf immer und ewig – Timothy West als König Francis
- 1998: Shakespeare in Love – Martin Clunes als Richard Burbage
- 1999: Die Mäusejagd auf der Titanic – als Mäusekapitän
- 1999: The Green Mile – Michael Clarke Duncan als John Coffey
- 2002: Star Wars: Episode II – Angriff der Klonkrieger – Ron Falk als Dexter Jettster
- 2003: Das Dschungelbuch 2 – John Goodman als Balu
- 2004: Rölli und die Elfen – Kalle Holmberg als Wiegemeister
- 2004: In 80 Tagen um die Welt – Mark Addy als Dampfschiff-Kapitän
- 2005: Corpse Bride – Hochzeit mit einer Leiche – Albert Finney als Finnis Everglot
- 2006: Beim ersten Mal – Harold Ramis als Bens Vater
- 2007: Der goldene Kompass – Sam Elliott als Lee Scoresby
- 2008: Fly Me to the Moon – Christopher Lloyd als Amos
- 2012: Eine Elfe zu Weihnachten – Steve Larkin als Santa
- 2013: Transformers: Prime – Beast Hunters: Predacons Rising – John Noble als Unicron
- 2014: Interstellar – John Lithgow als Donald
- 2015: Die Garde der Löwen: Das Gebrüll ist zurück – Ernie Sabella als Pumbaa
- 2015: Northpole: Weihnachten steht vor der Tür – Donovan Scott als Santa
- 2016: Rogue One: A Star Wars Story – Ian McElhinney als General Jan Dodonna
- 2019: Doctor Sleeps Erwachen – George Mengert als Charlie
- 2019: Die Tochter des Weihnachtsmanns – Barry Bostwick als Santa Claus
- 2020: The Big Ugly – Bruce McGill als Milt

### Serien
- 1978–1991, 2012–2014: Dallas – Steve Kanaly als Raymond „Ray“ Krebbs
- 1981–1988, 1994–1996: Cagney & Lacey – John Karlen als Harvey Lacey
- 1984: Hart aber herzlich – George Innes als King Raschid
- 1984: Trio mit vier Fäusten – Lew Saunders als Gangster
- 1985: Trio mit vier Fäusten – Kabir Bedi als Ahmed Kemal
- 1985: Hart aber herzlich – Edward Winter als Dr. Joel Beck
- 1991–1994: Die Dinos – Stuart Pankin als Earl Sinclair (2. Stimme)
- 1995: Wendy – Paul Gittins als Gunnar Thorsteeg
- 1980–1988: Magnum – Roger E. Mosley als Theodore „T.C.“ Calvin (RTL-Synchronfassung ab 1996)
- 1999: Sonic Underground – Garry Chalk als Dr. Robotnik
- 2003: Kirby (Anime) – Kenichi Ogata als König Dedede
- 2005–2014: The Boondocks – Gary Anthony Williams als Uncle Ruckus
- 2008: Ghost Whisperer – Stimmen aus dem Jenseits – Alexander Folk als Alexander
- 2008–2010: Reg E. Cathey in The Wire als Norman Wilson
- 2009: Criminal Minds – Wade Williams als Det. Andrews
- 2009–2020: Star Wars: The Clone Wars – Dee Bradley Baker als Admiral Trench
- 2009–2023: Grey’s Anatomy – Frankie Faison als William Bailey
- 2010–2016: Rizzoli & Isles – Bruce McGill als Detective Vince Korsak
- 2012: Dexter – Ronny Cox als Walter Kenney
- 2012: The Middle – Brian Doyle-Murray als Don Ehlert
- 2016: Preacher – Mark Harelik als Gott
- 2012–2016: Willkommen in Gravity Falls – Kevin Michael Richardson als Sheriff Blubs
- 2014–2015: Die 7Z – Maurice LaMarche als Brummbär
- 2015–2019 Die Garde der Löwen – Ernie Sabella als Pumbaa
- 2016–2022: Ninjago – Michael Donovan als Hauptkommissar der Polizei (außer Staffel 10)
- 2017: Fairy Tail – Hidekatsu Shibata als Erzähler
- 2018: Marvel’s Agents of S.H.I.E.L.D. – Michael McGrady als Samuel Voss
- 2023: Fear the Walking Dead – Lennie James als Morgan Jones

### Videospiele
- Irving Lambert in Tom Clancy’s Splinter Cell: Chaos Theory
- Manuel Palaiologos in Assassin’s Creed: Revelations
- Imperius in Diablo III
- Männliche Pandaren in World of Warcraft
- Achilles Davenport in Assassin’s Creed III und Assassin’s Creed Rogue
- Gangplank in League of Legends
- Announcer Voice während des Bilgewater-Events in League of Legends
- Gebieter in Halo 5: Guardians
- Nikolaus in Kingdom Hearts II
- Einleitungs- und Abschlusstexte der Sforza-Kampagne von Age of Empires II: Definitive Edition
- Dämonenjäger in Warcraft 3
- Augie in Mario + Rabbids Sparks Of Hope
- Mr. Krabs in Spongebob Schwammkopf: Battle for Bikini Bottom — Rehydrated und SpongeBob Schwammkopf: The Cosmic Shake
- Sklavenhändler in Assassin’s Creed Mirage

## Filmografie
- 1970: Mein lieber Robinson
- 1971: Osceola (Sprechrolle)
- 1973: Die Elixiere des Teufels
- 1973: Der Staatsanwalt hat das Wort: Nachteinkäufe (Fernsehreihe)
- 1973: Apachen (Sprechrolle)
- 1975: Jenny (Fernsehfilm)
- 1976: Jede Woche Hochzeitstag (Fernsehfilm)
- 1979: Lachtauben weinen nicht
- 1980: Die Heimkehr des Joachim Ott (Fernsehfilm)
- 1980: Polizeiruf 110: Der Einzelgänger (Fernsehreihe)
- 1981: Tatort: Katz und Mäuse (Fernsehreihe)
- 1984: Feuer für den großen Drachen (Fernsehfilm)
- 1985: Tatort: Tod macht erfinderisch (Fernsehreihe)
- 1986: Tatort: Die kleine Kanaille (Fernsehreihe)
- 1986: Tatort: Tödliche Blende (Fernsehreihe)
- 1986: Didi – Der Untermieter (Fernsehserie, Folge: Ein Traumurlaub)
- 1988: Tatort: Schuldlos schuldig (Fernsehreihe)
- 1989: Lukas und Sohn (Fernsehserie)
- 1989: Eine unheimliche Karriere (Fernsehfilm)
- 1988: Tatort: Keine Tricks, Herr Bülow (Fernsehreihe)
- 2001: Zebralla! (Fernsehserie)
- 2005: Tatort: Leiden wie ein Tier (Fernsehreihe)
- 2007: Inga Lindström: Emma Svensson und die Liebe (Fernsehreihe)
- 2007–2010: Unsere Farm in Irland (Fernsehreihe)
- 2019: Benjamin Blümchen (Stimme)

## Theater
- 1968: Seán O’Casey: Der Stern wird rot (Kian) – Regie: Kurt Veth (Maxim-Gorki-Theater Berlin)
- 1970: Ernst Ottwalt: Kalifornische Ballade (mehrere Rollen) – Regie: Fritz Bornemann (Maxim-Gorki-Theater Berlin)
- 1970: Klaus Wolf: Lagerfeuer (Neuerer) – Regie: Achim Hübner/Fritz Bornemann (Maxim-Gorki-Theater Berlin)
- 1972: Gotthold Ephraim Lessing: Minna von Barnhelm (Wachtmeister Werner) – Regie: Albert Hetterle (Maxim-Gorki-Theater Berlin)
- 1972: William Congreve: Liebe für Liebe (Benjamin) – Regie: Karl Gassauer (Maxim-Gorki-Theater Berlin)
- 1977: Rudi Strahl: Arno Prinz von Wolkenstein oder Kader entscheiden alles – Regie: Karl Gassauer (Maxim-Gorki-Theater Berlin)

## Hörspiele (Auswahl)
- 1970: Michail Schatrow: Der sechste Juli, Rolle: 1. Bolschewik – Regie: Helmut Hellstorff (Rundfunk der DDR)
- 1970: Peter Brock: Der eigene Herd, Rolle: Berger – Regie: Joachim Gürtner (Hörspiel: Neumann, zweimal klingeln Nr. 27 – Rundfunk der DDR)
- 1970: Dieter Müller: Die Richter des Friedrich Ludwig Jahn – Regie: Theodor Popp (Kinderhörspiel – Rundfunk der DDR)
- 1970: Armand Lanoux: Der Hüter der Bienen – Regie: Fritz Göhler (Hörspiel – Rundfunk der DDR)
- 1972: Rolf Schneider: Einzug ins Schloss, Rolle: Emil – Regie: Theodor Popp (Rundfunk der DDR)
- 1973: Linda Teßmer: Am schwarzen Mann, Rolle: Dieter Westermeier – Regie: Joachim Staritz (Rundfunk der DDR)
- 1973: Otto Marquardt: Chile im September, Rolle: Vivero – Regie: Horst Liepach
- 1973: Alfred Matusche: Van Gogh, Rolle: Gauguin – Regie: Peter Groeger (Biographie – Rundfunk der DDR)
- 1973: Nikolai Ostrowski: Pawels Lehrjahre, Rolle: Artjom, Pawels Bruder – Regie: Andreas Scheinert (Hörspiel – Litera)
- 1974: Ján Milczák: Die letzten Drei, Rolle: Jan – Regie: Helmut Hellstorff (Rundfunk der DDR)
- 1974: Giorgio Bandini: Der verschollene Krieger, Rolle: Arbeiter – Regie: Peter Groeger (Hörspiel – Rundfunk der DDR)
- 1975: Joachim Herz-Glombitza: Die Kulturkanone, Rolle: Ohme – Regie: Joachim Gürtner (Hörspielreihe: Neumann, zweimal klingeln – Rundfunk der DDR)
- 1975: Prosper Mérimée: Die Jacquerie, Rolle: Der Werwolf – Regie: Albrecht Surkau (Rundfunk der DDR)
- 1976: Hans Skirecki: Hinter Wittenberge, Rolle: Bullbrecht – Regie: Barbara Plensat (Hörspiel – Rundfunk der DDR)
- 1977: Sabine Fischer: Eine seltsame Kiste, Rolle: Cuno – Regie: Joachim Gürtner (Hörspielreihe: Neumann, zweimal klingeln – Rundfunk der DDR)
- 1978: Inge Ristock: Neue Aufregung um Jörg, Rolle: Cuno – Regie: Inge Ristock (Hörspielreihe: Neumann, zweimal klingeln – Rundfunk der DDR)
- 1978: Peter Gauglitz: Der Bart ist ab – Regie: Ingo Langberg (Rundfunk der DDR)
- 1979: Joachim Goll: Der Hund von Rackerswill, Rolle: Paul – Regie: Werner Grunow (Hörspiel – Rundfunk der DDR)
- 1979: Wolfgang Stemmler: Nichtraucher in zehn Tagen, Rolle: Cuno – Regie: Joachim Gürtner (Hörspielreihe: Neumann, zweimal klingeln – Rundfunk der DDR)
- 1980: Lia Pirskawetz: Stille Post – Regie: Horst Liepach (Biografie – Rundfunk der DDR)
- 1992: Clemens Brentano: Die Mährchen vom Rhein und dem Müller Radlauf, Rolle: König – Regie: Peter Groeger (Kinderhörspiel – DS Kultur)
- 1993: Mario Göpfert: Die Mondblume – Regie: Peter Groeger (DS Kultur)
- 1994–2023: Benjamin Blümchen: Folgen 81–156 sowie Specials, Rolle: Benjamin Blümchen (Kinderhörspiel – Kiddinx)
- 2005: Tilman Röhrig: Ein Sturm wird kommen von Mitternacht, Rolle: Atilla (Hörspiel – Lübbe Audio)
- 2008: Dark Lord (nach James Lucenos Roman Dunkler Lord: Der Aufstieg des Darth Vader), Rolle: Barkeeper – Buch und Regie: Oliver Döring, ISBN 978-3-8291-2157-6
- 2009: Die drei ??? Kids: Folge 1: Panik im Paradies, Rolle: Larson – (Kinderhörspiel – Europa)
- 2009: Lady Bedfort: Folge 23: Lady Bedfort und das Erbe der Greedlands, Rolle: Walter Greedland – (Hörplanet)
- 2009: Lady Bedfort: Folge 25: Lady Bedfort und die Trauer der Zigeuner, Rolle: Colonel Kurtz – (Hörplanet)
- 2011: Lady Bedfort: Folge 36: Lady Bedfort und der Tote im Kanal, Rolle: Tim Denham – (Hörplanet)
- 2015–2017: Monster 1983, Rollen: Mr Dunford und Ansager – (Audible-Hörspielserie)
- 2017: Schwerter des Königs, König Konreid
- 2021: The Night of the Rabbit I: Der Zauberlehrling des Kaninchens, Der Kalte
- 2023: Die Fußballbande – als Erzähler[8]

## Hörbücher (Auswahl)
- Stephen King: Brennen muss Salem, Lübbe Audio, ISBN 978-3-7857-3305-9.
- Stephen King: Nachtschicht – die vollständige Hörbuchausgabe, Lübbe Audio, ISBN 978-3-7857-4669-1 (gemeinsam mit Uli Krohm & Joachim Kerzel).
- Jules Verne: 20.000 Meilen unter dem Meer (Audible exklusiv), Audible Studios.
- Tom Jacuba: Die Herren der Wälder (Audible exklusiv), Audible Studios.
- Dean Koontz: Die Nacht der Zaubertiere, Lübbe Audio, ISBN 978-3-8387-6296-8.